# Труді Марі
Труді Марі (англ. Trudi Maree, 9 серпня 1988) — південноафриканська плавчиня.
Учасниця Олімпійських Ігор 2012 року.